# 多重ゼータ値
数学、とくに整数論における多重ゼータ値（英: multiple zeta value）とは、
{\displaystyle \zeta (k_{1},\ldots ,k_{r})=\sum _{0<n_{1}<\cdots <n_{r}}{\frac {1}{n_{1}^{k_{1}}\cdots n_{r}^{k_{r}}}}}
で定義される実数のことである。18世紀のクリスティアン・ゴールドバッハ、レオンハルト・オイラーらが特殊な場合を研究して以来長らく触れられていなかったが、1990年代にマイケル・ホフマン、ドン・ザギエ、金子昌信、荒川恒男などによって再発見され、現在まで活発に研究が進められている。

## 性質と主予想
正整数 r に対し、正整数 r 個の組 k = (k1, ... , kr) をインデックス (index) と呼び、最後の成分 kr が 2 以上であるときとくに許容インデックス、あるいは収束インデックス (admissible index) と呼ぶ。また、インデックス k = (k1, ... , kr) の成分の個数 r を k の深さ (depth)、成分の総和 k1 + … + kr を k の重さ (weight) と呼び、それぞれ dep(k)、wt(k) と書く。このとき上述したように多重ゼータ値 {\displaystyle \zeta ({\boldsymbol {k}})} が定義され、k が許容インデックスなら定義の級数は収束する。
2 以上の整数 k に対し、重さが k のインデックスからできる多重ゼータ値が Q 上を張る空間、つまり {\displaystyle {\mathcal {Z}}_{k}=\mathrm {span} _{\mathbb {Q} }\{\zeta ({\boldsymbol {k}})\mid \mathrm {wt} ({\boldsymbol {k}})=k\}} を考え、これを {\displaystyle {\mathcal {Z}}_{k}} と書く。また、{\displaystyle {\mathcal {Z}}_{0}=\mathbb {Q} }, {\displaystyle {\mathcal {Z}}_{1}=\{0\}} と考えることにする。このとき、ザギエによって以下が予想されている:

数列 {dk} を d0 = d2 = 1、d1 = 0、dk+3 = dk+1 + dk (k ≧ 0) で定義すると、{\displaystyle \mathrm {dim} _{\mathbb {Q} }{\mathcal {Z}}_{k}=d_{k}} であろう。

重さ k の許容インデックスの個数は 2k-2 なので、2k-2 は {\displaystyle {\mathcal {Z}}_{k}} の上界である。以下は k = 12 までの値の表である:
| 重さ k | 予想次元 dk | 上界 2k-2 |
| ------ | ----------- | --------- |
| 0      | 1           |           |
| 1      | 0           |           |
| 2      | 1           | 1         |
| 3      | 1           | 2         |
| 4      | 1           | 4         |
| 5      | 2           | 8         |
| 6      | 2           | 16        |
| 7      | 3           | 32        |
| 8      | 4           | 64        |
| 9      | 5           | 128       |
| 10     | 7           | 256       |
| 11     | 9           | 512       |
| 12     | 12          | 1024      |
このように、一般に dk は 2k-2 よりはるかに小さいので、予想が正しければその分 Q 上で多重ゼータ値間の線形関係式が成り立つことになる。よって、多重ゼータ値の研究の中心はその間に成り立つ関係式族を発見することとなっている。そのようなすべての関係式を導出できることが証明された族は発見されていないが、全関係式を導くと予想されている関係式として
- アソシエータ関係式
- 正規化複シャッフル関係式
- 合流関係式[4]
- 川島関係式[5]
- 積分級数等式[6]

がある。なお、ピエール・ドリーニュ、アレクサンダー・ゴンチャロフ、寺杣友秀によって不等式 {\displaystyle \mathrm {dim} _{\mathbb {Q} }{\mathcal {Z}}_{k}\leq d_{k}} が証明されている。この結果の証明はモチーフ論に依存しておりそれ自身難解であるが、残された逆向きの不等式は多重ゼータ値間の代数独立性などの問題を孕んでおり、非常に難しい問題とされている。

## 和公式
深さ r、重さ k の許容インデックス全体がなす集合を I0(k, r) と書く。このとき、等式
{\displaystyle \sum _{{\boldsymbol {k}}\in I_{0}(k,r)}\zeta ({\boldsymbol {k}})=\zeta (k)}
が成り立ち、これを和公式 (sum formula) という。この等式はアンドリュー・グランヴィルが級数変形を用いて示したのち、ザギエが後述する反復積分表示を用いて示している。

## 反復積分表示
i = 0, 1 に対し {\displaystyle \omega _{i}(t)=(-1)^{i}/(t-i)} とおき、k > 1 と {\displaystyle \varepsilon _{1},\ldots ,\varepsilon _{k}\in \{0,1\}} に対し積分
{\displaystyle I(\varepsilon _{1},\ldots ,\varepsilon _{k})=\int _{0<t_{1}<\cdots <t_{k}<1}\omega _{\varepsilon _{1}}(t_{1})dt_{1}\cdots \omega _{\varepsilon _{k}}(t_{k})dt_{k}}
を考える。これは {\displaystyle \varepsilon _{1}=1,\,\varepsilon _{k}=0} なら収束する。 このとき、許容インデックス k = (k1, ... , kr) に対し等式
{\displaystyle \zeta ({\boldsymbol {k}})=I\left(1,\{0\}^{k_{1}-1},\ldots ,1,\{0\}^{k_{r}-1}\right)}
が成り立つ。ここで {x}n は x を n 個並べたものである。この表示を多重ゼータ値の反復積分表示 と呼ぶ。この表示はマキシム・コンツェビッチによって指摘された。

## 双対性
許容インデックス k は正整数 a1, ... , as, b1, ... , bs を用いた一意な表示
{\displaystyle {\boldsymbol {k}}=\left(\{1\}^{a_{1}-1},b_{1}+1,\ldots ,\{1\}^{a_{s}-1},b_{s}+1\right)}
を持つ。これを用いて、k の双対インデックス (dual index) を
{\displaystyle {\boldsymbol {k}}^{\dagger }=\left(\{1\}^{b_{s}-1},a_{s}+1,\ldots ,\{1\}^{b_{1}-1},a_{1}+1\right)}
で定める。このとき、等式 {\displaystyle \zeta ({\boldsymbol {k}})=\zeta ({\boldsymbol {k}}^{\dagger })} が成り立つ。この事実を多重ゼータ値の双対性 (duality) という。証明は反復積分表示において変数変換 {\displaystyle t_{i}\mapsto t_{k+1-i}} を施せばできる。
双対性の積分表示を用いない証明は長らく知られていなかったが、2018年に関真一朗、山本修司により級数変形のみを用いた証明が発見された。詳細は#コネクターの節を参照。

## 大野関係式
非負整数 h と許容インデックス k = (k1, ... , kr) に対し
{\displaystyle O_{h}({\boldsymbol {k}})=\sum _{e_{1},\ldots ,e_{r}\geq 0 \atop {e_{1}+\cdots +e_{r}=h}}\zeta (k_{1}+e_{1},\ldots ,k_{r}+e_{r})}
とおき、大野和 (Ohno sum) と呼ぶ。このとき任意の非負整数 h に対し等式 {\displaystyle O_{h}({\boldsymbol {k}})=O_{h}({\boldsymbol {k}}^{\dagger })} が成り立ち、これを大野関係式 (Ohno relation) と呼ぶ。h = 0 のときは上記の双対性に一致し、一方で k の深さを 1 にとれば和公式を含んでいることもわかる。

## 代数的定式化と複シャッフル関係式
{\displaystyle {\mathfrak {H}}=\mathbb {Q} \langle x,y\rangle } を有理係数非可換二変数多項式環とし、{\displaystyle {\mathfrak {H}}^{1}=\mathbb {Q} +y{\mathfrak {H}}}、{\displaystyle {\mathfrak {H}}^{0}=\mathbb {Q} +y{\mathfrak {H}}x} をその部分代数とする。{\displaystyle {\mathfrak {H}}^{1}} の (定数でない) 単項式は正整数 k1, ... ,kr を用いて yxk1-1 … yxkr-1 と書けるため、これらはインデックスと一対一に対応する ({\displaystyle {\mathfrak {H}}^{0}} の単項式は許容インデックスに対応する。)。この対応関係を線形に拡張した写像を {\displaystyle I:{\mathfrak {H}}^{1}\to \mathbb {R} } と書く。また、
{\displaystyle Z(1)=1}
{\displaystyle Z(yx^{k_{1}-1}\cdots yx^{k_{r}-1})=\zeta (k_{1},\ldots ,k_{r})}
を線形に拡張してできる写像 {\displaystyle Z:{\mathfrak {H}}^{0}\to \mathbb {R} } を evalutation map という。

次の規則で {\displaystyle {\mathfrak {H}}^{1}} 上に双線形な積 ∗ を導入する
- {\displaystyle w\in {\mathfrak {H}}^{1}} に対し 1 ∗ w = w ∗ 1 = w
- 正整数 k, l と {\displaystyle w_{1},w_{2}\in {\mathfrak {H}}^{1}} に対し w1yxk-1 ∗ w2yxl-1 = (w1 ∗ w2yxl-1)yxk-1 + (w1yxk-1 ∗ w2)yxl-1 + (w1 ∗ w2)yxk+l-1

この積を調和積 (harmonic product) という。このとき evaluation map Z が調和積を入れて考えた代数 {\displaystyle {\mathfrak {H}}^{0}} から R への群準同型になっているという事実を調和関係式 (harmonic relation) という。

同様にして、{\displaystyle {\mathfrak {H}}} 上に双線形な積 ш を導入する:
- {\displaystyle w\in {\mathfrak {H}}} に対し 1 ш w = w ш 1 = w
- {\displaystyle u_{1},u_{2}\in \{x,y\}} と {\displaystyle w_{1},w_{2}\in {\mathfrak {H}}} に対し u1w1 ш u2w2 = u1(w1 ш u2w2) + u2(u1w1 ш w2)

この積をシャッフル積 (shuffle product) という。このとき evaluation map Z がシャッフル積を入れて考えた代数 {\displaystyle {\mathfrak {H}}^{0}} から R への群準同型になっているという事実をシャッフル関係式 (shuffle relation) という。

二つの多重ゼータ値の積を調和関係式とシャッフル関係式の二つを用いて展開し、比較することで多重ゼータ値の線形関係式が得られる。これを有限複シャッフル関係式 (finite double shuffle relation) という。

調和積とシャッフル積のいずれかを積として考えた代数において、{\displaystyle {\mathfrak {H}}^{1}} が多項式環 {\displaystyle {\mathfrak {H}}^{0}[y]} に同型であるという事実が証明されている。このことを用いて、{\displaystyle {\mathfrak {H}}^{1}} の単項式を y の多項式として表示したときの定数項を取り出す写像 (を線形に拡張したもの) を、使う積の種類に応じてそれぞれ reg∗, regш と書く。このとき調和関係式、シャッフル関係式において {\displaystyle {\mathfrak {H}}^{0}} を {\displaystyle {\mathfrak {H}}^{1}} に、{\displaystyle Z} を {\displaystyle Z\circ \mathrm {reg} } に置き換えても同様の事実が成り立つ。そうして得られる関係式を正規化複シャッフル関係式 (regularized double shuffle relation) という。

## コネクター
二つの許容インデックス k = (k1, ... , kr) と l = (l1, ... , ls) に対し
{\displaystyle Z({\boldsymbol {k}};{\boldsymbol {l}})=\sum _{0=m_{0}<m_{1}<\cdots <m_{r} \atop {0=n_{0}<n_{1}<\cdots <n_{s}}}\left(\prod _{i=1}^{r}m_{i}^{-k_{i}}\right){\frac {m_{r}!n_{s}!}{(m_{r}+n_{s})!}}\left(\prod _{j=1}^{s}n_{j}^{-l_{j}}\right)}
という級数を考える。これは二つの多重ゼータ値 ζ(k), ζ(l) が因子 mr!ns!/(mr+ns)! によって「繋がった」ものと思うことができ、この因子をコネクター (connector)、繋がれた和 Z(k;l) を連結和 (connected sum) と呼ぶ。このとき簡単な等式
{\displaystyle \sum _{a=m+1}^{\infty }{\frac {1}{a}}{\frac {a!n!}{(a+n)!}}={\frac {1}{n}}{\frac {m!n!}{(m+n)!}}}
より、二つの関係式
{\displaystyle Z(k_{1},\ldots ,k_{r},1;l_{1},\ldots ,l_{s})=Z(k_{1},\ldots ,k_{r};l_{1},\ldots ,l_{s}+1)}
{\displaystyle Z(k_{1},\ldots ,k_{r}+1;l_{1},\ldots ,l_{s})=Z(k_{1},\ldots ,k_{r};l_{1},\ldots ,l_{s},1)}
が成り立つ。これらは左側のインデックスにある ",1" や "+1" を右側のインデックスに "+1" や ",1" として「輸送」していると思うことができ、輸送関係式 (transport relation) と呼ばれる。
許容インデックス k に対し、{\displaystyle Z({\boldsymbol {k}};\varnothing )} を始点として、左側のインデックスが空になるまで輸送関係式を繰り返し適用することで、{\displaystyle Z(\varnothing ;{\boldsymbol {k}}^{\dagger })} になることが簡単に確かめられる。対称性 Z(k;l) = Z(l;k) と等式 Z(k;∅) = ζ(k) は定義より明らかなので、この変形により双対性が証明される。
このコネクターを用いた証明は、適切な因子に取り換えることによって双対性以外の関係式にも応用できる。例えばコネクターを変数 x を含んだ因子 {\displaystyle {\frac {(1-x)_{m_{r}}(1-x)_{n_{s}}}{(1-x)_{m_{r}+n_{s}}}}} ({\displaystyle (X)_{n}} はポッホハマー記号) に置き換えれば、同様の輸送関係式が成り立って大野関係式を証明できる。こうした証明は連結和法 (connected sum method) や動的証明法 (dynamical proof) などと呼ばれ、変数変換による証明が通用しない双対性や大野関係式のq-類似に対しても同様に適用できる。連結和法のより広い応用については Seki や Hirose-Sato-Seki を参照。

## その他に知られている関係式
Ihara-Kaneko-Zagier において導分関係式 (derivation relation) という大きな関係式族が得られており、これは大野関係式から双対性を除いた関係式族 (弱大野関係式などと呼ばれる) と同値であることが分かっている。また Hoffman-Ohno による巡回和公式 (cyclic sum formula) は和公式の精密化を与える。冒頭で述べたように、ほかにもKZ方程式の基本解を調べることで得られるアソシエータ関係式 (associator relation) や射影平面 P1 から 0, 1, z, ∞ を除いた空間上で反復積分を考えることで得られる合流関係式 (confluence relation)、ニュートン級数を調べることで得られる川島関係式 (Kawashima relation)などがあり、これらはいずれも多重ゼータ値間の全線形関係式を導くと予想されているが証明はなされていない。